# Phare de North Rona
Le phare de Rona (en gaélique écossais : Rònaigh) ou phare de North Rona est un phare qui se trouve sur l'île de North Rona en Atlantique nord, faisant partie du comté des Highland au nord de l'Écosse. Il est géré par le Northern Lighthouse Board (NLB) l'organisation de l'aide maritime des côtes de l'Écosse, sise à Édimbourg.

## Histoire
Le phare de l'île Rona a été construit en 1984. L'île se trouve à environ 70 km au nord-est de l'île de Lewis. Ce phare est appelé North Rona pour ne pas être confondu avec le phare de South Rona des Hébrides intérieures. Il est situé au plus haut du nord-est de l'île. C'est une petite construction carrée de 11 m de haut, peinte en blanc. Deux petits bâtiments sont érigés à côté.
Le feu est automatique depuis sa mise en service en 1984. Il émet trois flashs blancs séparés par 3.1 secondes, toutes les 20 secondes, 114 m au-dessus du niveau de la mer. Il est accessible seulement en hélicoptère ou par bateau en cas de mer difficile (le bateau est affrété du port de Lewis).
L'île est une aire protégée et gérée par le Scottish Natural Heritage.
Identifiant : ARLHS : SCO-153 - Amirauté : A3869 - NGA : 3574.

### Liens connexes
- Liste des phares en Écosse